# Morašice (ort i Tjeckien, Pardubice, lat 50,00, long 15,49)
Morašice är en ort i Tjeckien.   Den ligger i regionen Pardubice, i den centrala delen av landet, 80 km öster om huvudstaden Prag. Morašice ligger 262 meter över havet och antalet invånare är 109.
Terrängen runt Morašice är platt. Runt Morašice är det ganska glesbefolkat, med 42 invånare per kvadratkilometer. Närmaste större samhälle är Kutná Hora, 16,6 km väster om Morašice. Omgivningarna runt Morašice är en mosaik av jordbruksmark och naturlig växtlighet.